# Rock On (album d'Aya Kamiki)
Pour les articles homonymes, voir Rock On.
Albums de Aya Kamiki
Secret Code
(2006)
EPs par Aya Kamiki
Constellation
(2005) Gloriosa
(2010)
Rock On est le 3e mini album de Aya Kamiki, sorti sous le label WEED le 12 septembre 2005 au Japon. L'album n'arrive pas dans le classement de l'Oricon. Crazy a été utilisé comme thème de fermeture pour JAPAN COUNTDOWN et MU-GEN.

## Liste des titres
Toutes les paroles sont écrites par Aya Kamiki.
| 1. | Crazy                          | Hiya & Katsuma   | 4:11 |
| 2. | Need You                       | Tokunaga Akihito | 5:03 |
| 3. | To... heaven                   | Bonn             | 3:23 |
| 4. | Say!! Woh!!!!!                 | 呉地マサキ       | 2:31 |
| 5. | tear                           | Saori Atsumi     | 3:16 |
| 6. | Deep                           | I's CUBE         | 4:51 |
| 7. | Amaze -Meikyuu- (Amaze -迷宮-) | Aya Kamiki       | 3:55 |
| 8. | January 28 ~two of us~         | Saori Atsumi     | 4:05 |